# Mégantic (district électoral du Canada-Uni)
Pour les articles homonymes, voir Mégantic.
Circonscription électorale provinciale du Canada
Mégantic est un district électoral de l'Assemblée législative de la province du Canada.

## Liste des députés
| Années | Années      | Député               | Affiliation    |
| ------ | ----------- | -------------------- | -------------- |
|        | 1841 - 1844 | Dominick Daly        | Tory unioniste |
|        | 1844 - 1848 | Dominick Daly        | Tory           |
|        | 1848 - 1850 | Dominick Daly        | Tory           |
|        | 1850 - 1851 | Dunbar Ross          | Réformiste     |
|        | 1851 - 1854 | John Greaves Clapham | Tory           |
|        | 1854 - 1858 | William Rhodes       | Réformiste     |
|        | 1858 - 1861 | Noël Hébert          | Rouge          |
|        | 1861 - 1863 | Noël Hébert          | Rouge          |
|        | 1863 - 1867 | George Irvine        | Conservateur   |